# Black Treacle

"Black Treacle" é uma canção do Arctic Monkeys e quarto single do álbum Suck It And See. Foi lançado para download digital e vinil no dia 23 de janeiro de 2012. O single possuía um limite de 1500 cópias.
O disco de vinil possui como lado B a canção "You And I" e foi escrita por Richard Hawley e "The Death Ramps", sendo considerada o mais perto que o Arctic Monkeys chegou do gênero hard rock. "The Death Ramps" é um pseudônimo adotado pela banda, também utilizado no single "The Hellcat Spangled Shalalala" e na edição limitada de with "Teddy Picker" que inclúi os b-sides"Nettles" e "The Death Ramps", em 2007.
Um vídeo promocional para "You And I" foi lançado. O clipe exibe filmagens durante a gravação da música no estúdio e mostra a banda andando de motocicleta ao redor de Sheffield. O vídeo para "Black Treacle" foi lançado em 5 de janeiro de 2012 e o de "You and I" em 23 de janeiro de 2012 no YouTube.

## Faixas
| 7"  |                 |                        |         |  |
| N.º | Título          | Letras                 | Duração |  |
| 1.  | "Black Treacle" | Alex Turner            | 3:35    |  |
| 2.  | "You and I"     | Turner, Richard Hawley | 3:26    |  |

| Digital download |                 |         |  |
| N.º              | Título          | Duração |  |
| 1.               | "Black Treacle" | 3:35    |  |
| 2.               | "You and I"     | 3:26    |  |

## Classificação
| País (2011-2012)               | Posição |
| ------------------------------ | ------- |
| Reino Unido (UK Singles Chart) | 173     |
| Reino Unido (OCC UK Indie)     | 21      |